# Blaženko Lacković
Blaženko Lacković (Novi Marof, 25. decembar 1980) hrvatski je rukometni trener i bivši rukometaš. Visok je 197 cm. Igrao je na poziciji levog beka.
Kao član Hrvatske rukometne reprezentacije, 2004. je bio dobitnik Državne nagrade za sport „Franjo Bučar“. Na Svetskom prvenstvu 2009. godine je proglašen za najboljeg levog beka.

## Klupski trofeji

### Zagreb
- Prvenstvo Hrvatske : 2002, 2003, 2004.
- Kup Hrvatske : 2003, 2004.

### Flensburg
- Kup Nemačke : 2005.
- EHF Liga šampiona : finale 2007.

### HSV Hamburg
- Prvenstvo Nemačke : 2011.
- Kup Nemačke : 2010.
- Superkup Nemačke : 2009, 2010.
- EHF Liga šampiona : 2013.

### Vardar
- Prvenstvo Makedonije : 2015.
- Kup Makedonije : 2015.

### THW Kil
- Kup Nemačke : 2017.